# Metro de Budapest
El Metro de Budapest (en húngaro: Budapesti metró) es el sistema de metro de la ciudad de Budapest, la capital de Hungría. Es el segundo sistema de metro subterráneo más antiguo del mundo, y su histórica Línea 1 (que data de 1896) fue declarada Patrimonio de la Humanidad en 2002.

## Historia

Avenida Andrássy de Budapest en 1896, que muestra una intersección de la calle con el Metropolitano del Milenio (la línea 1) debajo de nivel de la calle.

La primera línea de metro fue concebida como un medio de transporte de pasajeros desde el centro de la ciudad hasta el Parque Municipal sin la necesidad de transporte de superficie en la avenida Andrássy. La Asamblea Nacional de Hungría aprobó el proyecto de metro en 1870 y la construcción comenzó en 1894, llevada a cabo por la empresa alemana Siemens & Halske AG, que empleaba a 2.000 trabajadores con el estado de la maquinaria de última generación. La línea fue construida enteramente desde la superficie usando el método de cortar y cubrir. Completado a tiempo, el metro se inauguró el 2 de mayo de 1896 (el año del milenario de la llegada de los magiares) por el emperador Francisco José.

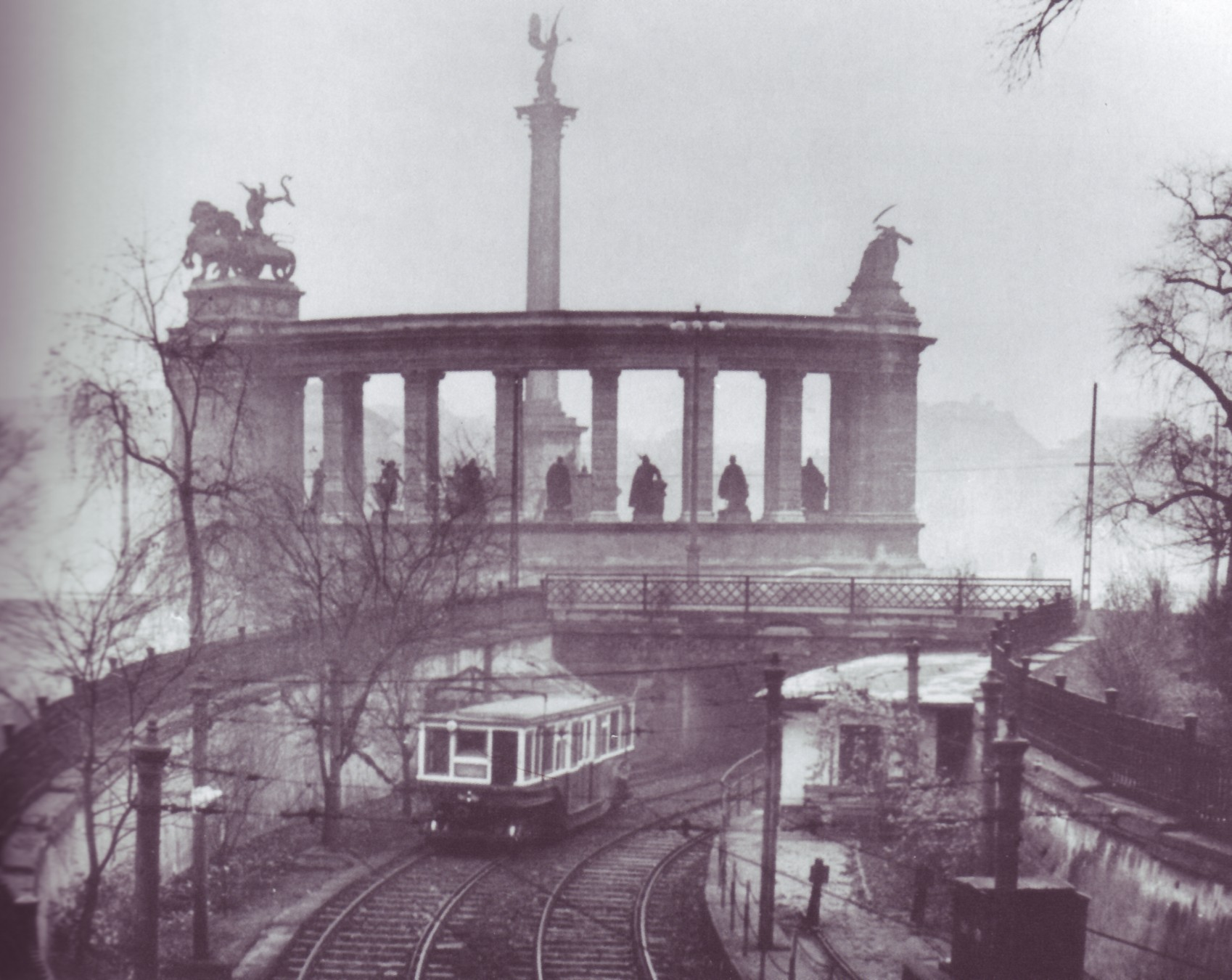
La antigua fase del Metropolitano del Milenio a su paso por la plaza de los Héroes.

La línea original siguió una ruta noreste-suroeste a lo largo de la avenida Andrássy desde la plaza Vörösmarty al Parque de la Ciudad, a una distancia de 3,7 kilómetros. Hubo un total de once estaciones, con nueve subterráneas y dos en la superficie, la terminal original en el zoológico desde entonces ha sido reemplazado. Con trenes cada dos minutos, la línea era capaz de transportar hasta 35.000 pasajeros por día (hoy maneja alrededor de 103.000 pasajeros en un día laborable). Uno de los coches originales se conserva en el Seashore Trolley Museum de la localidad estadounidense de Kennebunkport, Maine.
Los planes para las próximas dos líneas de metro se hicieron ya en 1895, definiendo las rutas norte-sur y este-oeste. Una planificación más detallada para la segunda línea comenzó en 1942 y la construcción se inició en 1950 con un decreto del Consejo de Ministros. La línea fue originalmente programada para completarse en 1955, pero la construcción se suspendió por motivos económicos y políticos desde 1954 hasta 1963. La línea 2 finalmente se abrió con siete estaciones el 4 de abril (día de fiesta comunista) en 1970. De ello se desprende una ruta este-oeste, que conecta las estaciones de ferrocarril principales Keleti (este) y Déli (sur). Tiene una estación de conexión con la línea original en la plaza Deák Ferenc, que se ha convertido también en un punto de transferencia para la tercera línea. A partir de 2010 la línea 2 es la única línea para cruzar el Danubio y llegar a Buda, la parte oeste de Budapest.

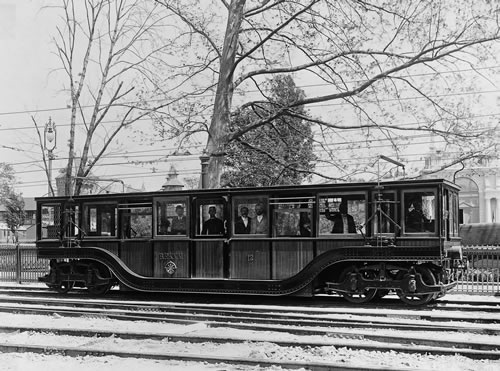
Coche eléctrico construido en Alemania por Ernst von Siemens, recogía su corriente por hilo de catenaria, fue el primero en circular en un ferrocarril subterráneo electrificado en Budapest, capital de Hungría. Se inauguró en el año 1896.

La primera línea experimentó una importante reforma entre 1970 y 1973, que incluyó la sustitución de su material rodante y un cambio de volante a la izquierda por el volante a la derecha. En 1973, ambas líneas fueron extendidas; la primera con una estación y la segunda con cuatro. Las líneas alcanzaron su longitud actual de 4,4 y 10,3 kilómetros, respectivamente. La Compañía de Transporte de Budapest (BKV) se hizo cargo de la operación de la estación de metro ese mismo año.
La planificación de la línea 3 se inició en 1963 y la construcción comenzó en 1970. La primera sección, que consta de seis estaciones, abrió sus puertas en 1976. Se extendió hacia el sur en 1980 con cinco estaciones adicionales, y hacia el norte en 1981, 1984 y 1990, con nueve estaciones adicionales. Con una longitud de 17 kilómetros y un total de 20 estaciones, es la línea más larga en Budapest. Coincidiendo con la inauguración de la Línea 3, el metro adoptó un esquema de codificación por colores para facilitar la identificación. A la primera línea se le dio el color amarillo, el rojo a la segunda línea, y la tercera azul. El color verde se utiliza para marcar el suburbano ferroviario (HÉV) en los alrededores de Budapest.
En los años 1980 y 1990, la línea 1 sufrió una importante reconstrucción. De sus once estaciones, ocho son originales y tres fueron añadidos durante la reconstrucción. El aspecto original de las antiguas estaciones se ha conservado, y cada característica estación muestra de fotografías históricas e información. También hay un museo subterráneo del Metropolitano del Milenio en la explanada de la plaza Deák Ferenc, donde se pueden ver muchos otros artefactos de la historia temprana del metro.
La línea 4 tiene una larga historia, que se remonta a 1972. En la fase de planificación, las dificultades surgieron de las aguas medicinales (por ejemplo, los baños Gellért) alrededor de su ruta prevista. Hubo un largo debate sobre si su construcción estaría a salvo, qué parte debe ser financiada por el gobierno y la capital, si puede ser pagado de la deuda del estado ruso hacia Hungría, si la ruta y la longitud eran apropiadas y si sería un mejor uso de los fondos un conector de la línea (ver más abajo M5). Si la línea se termina en 2014 (que es el mejor de los casos), la planificación y la construcción tendrá una duración de 41 años, más tiempo que cualquier otra línea de metro de Budapest.

## Componentes de la red
Consiste en tres líneas, cada uno marcada con un número y un color separado. La línea 4 (verde) ha sido inaugurada recientemente y los planes para la línea 5 están listos para la puesta en práctica.

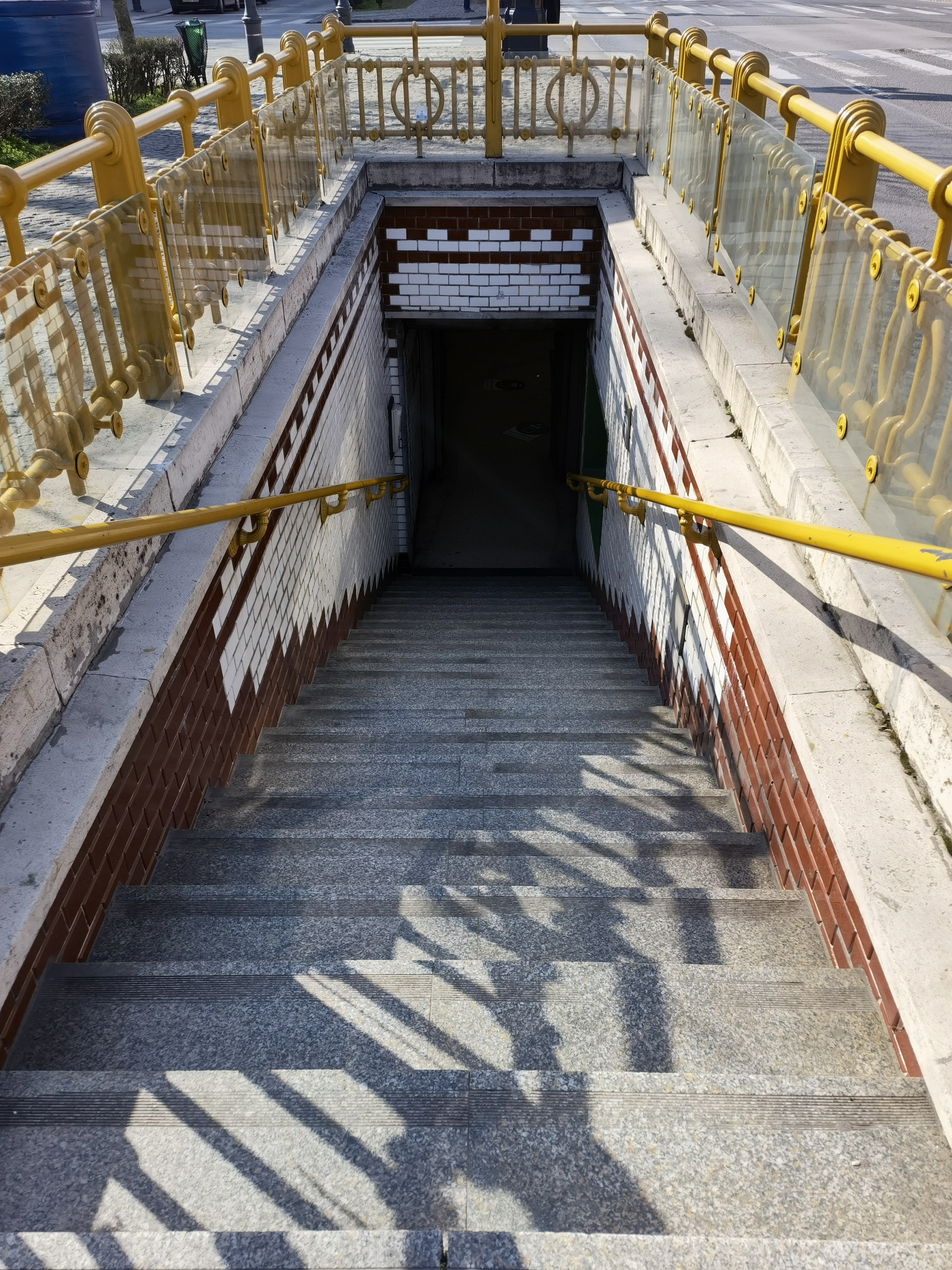
Entrada de la estación de Bajza utca (M1).

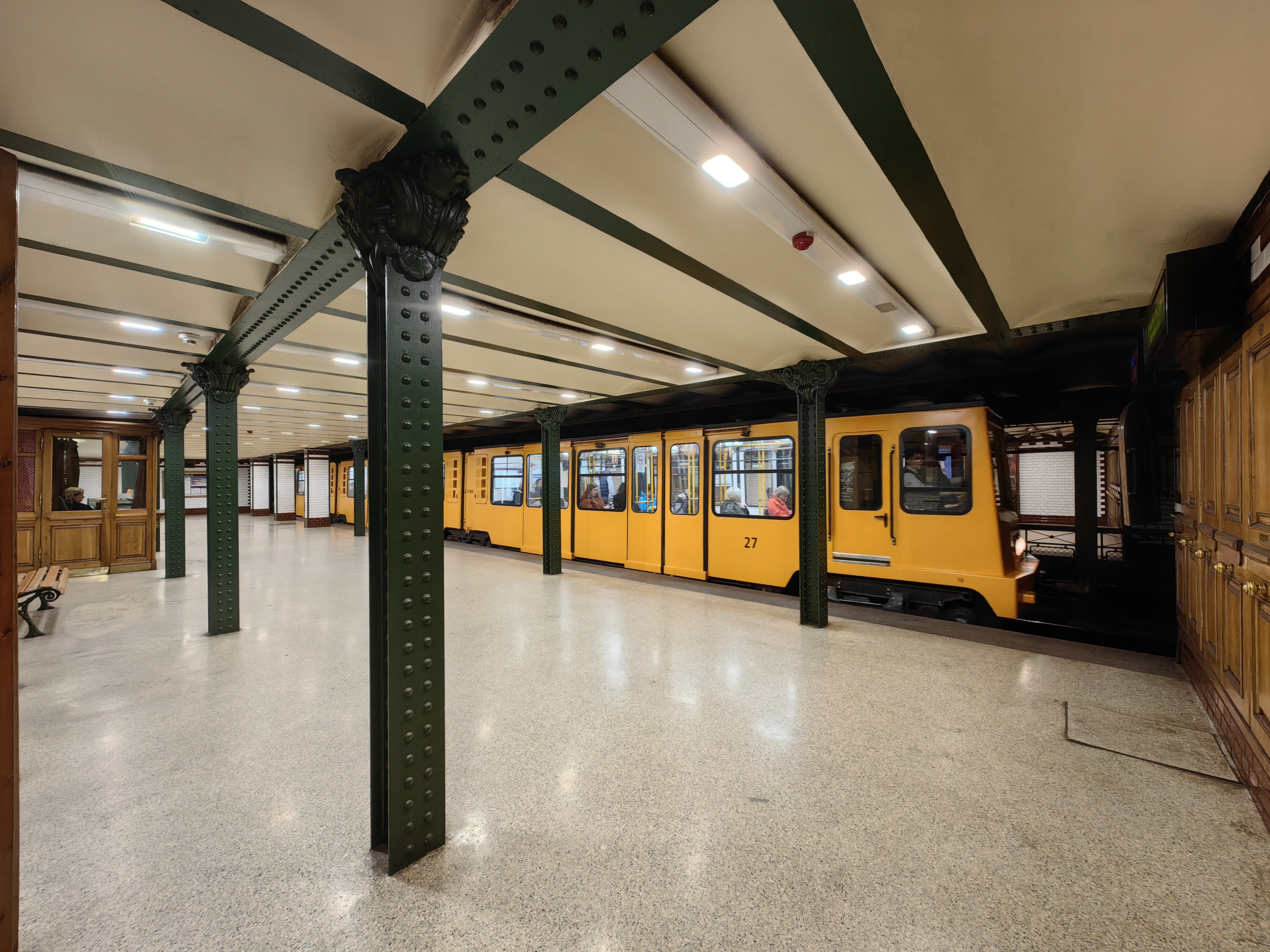
Estación "Bajcsy-Zsilinszky út"

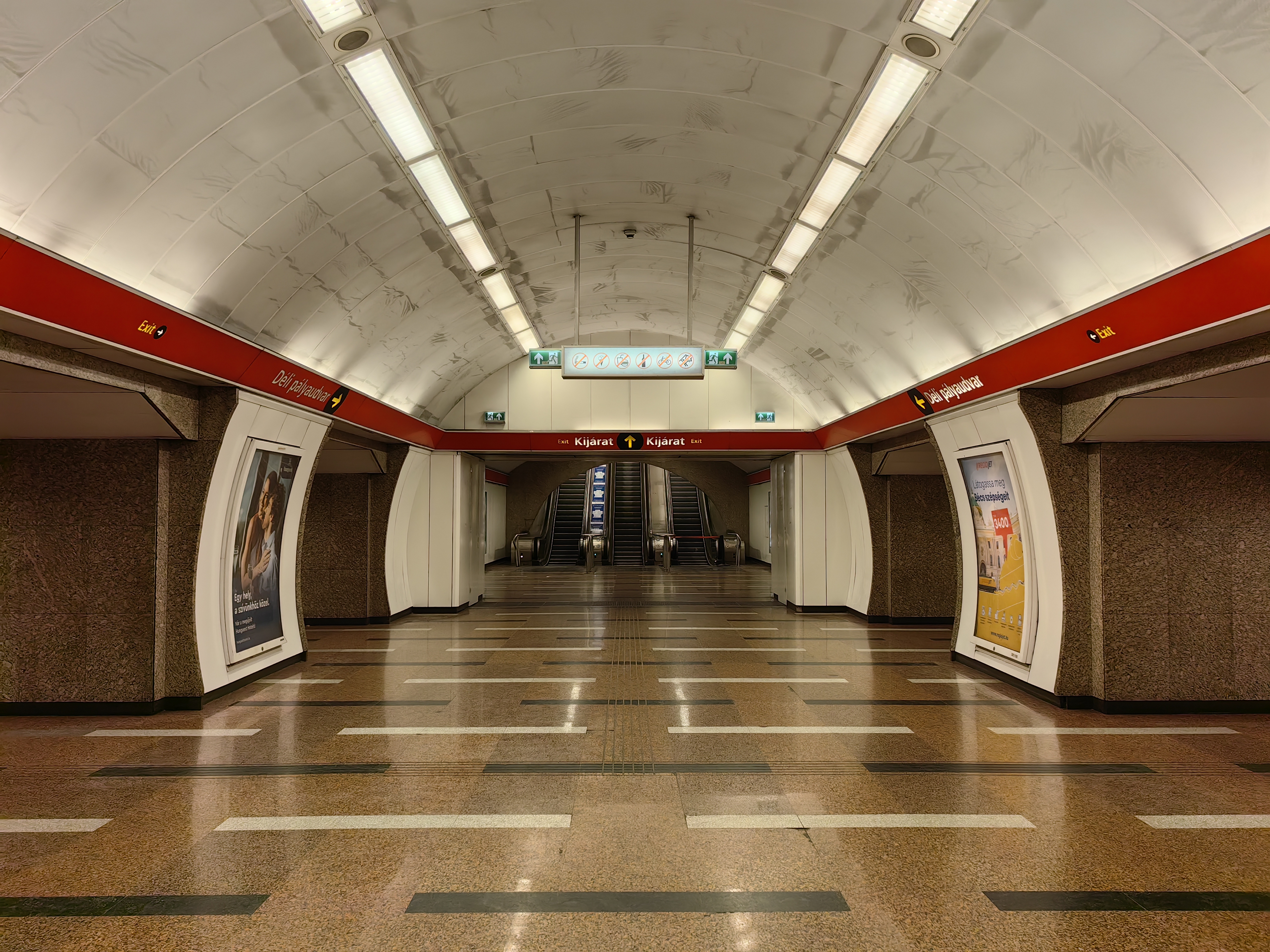
Estación Déli pályaudvar.

| Línea | Color    | Trayecto                                   | Distancia | Estaciones | Inauguración | Vehículos         |
| ----- | -------- | ------------------------------------------ | --------- | ---------- | ------------ | ----------------- |
|       | Amarilla | Vörösmarty tér ↔ Mexikói út                | 4.2 km    | 11         | 1896         | MillFaV           |
|       | Roja     | Déli pályaudvar ↔ Örs vezér tere           | 10.3 km   | 11         | 1970         | Alstom Metropolis |
|       | Azul     | Újpest-Központ ↔ Kőbánya-Kispest           | 16.4 km   | 20         | 1976         | 81-717.2K         |
|       | Verde    | Kelenföld vasútállomás ↔ Keleti pályaudvar | 7.3 km    | 10         | 2014         | Alstom Metropolis |

### Línea M1
Metro 1 (oficialmente: Subterráneo Milenario o M1) es la más antigua línea de metro de Budapest. La segunda línea de metro más antigua del mundo. Pasajeros por día: 103.000. Mide 5 kilómetros, y cuenta con 11 estaciones, fue abierta en 1896 de Vörösmarty tér en el centro de la ciudad a Széchenyi fürdő. Fue la primera línea subterránea eléctrica en el continente europeo. Casi 80 años más tarde, en 1973, la línea fue extendida al Mexikói út. Esta línea es diferente de las otras tres prácticamente en todo, es subterránea, y solamente mide 6 m de ancho y 2.75 m de alto. Por lo tanto fueron construidos trenes especiales y se instaló una catenaria fija. Para el centenario del metro todas las estaciones fueron restauradas y exhiben de nuevo su esplendor histórico.
| Color de la línea            | Amarillo |
| Longitud de vía de pasajeros | 4.2 km |
| Longitud total de vía        | 5 km |
| Estaciones                   | 11 |
| Tipo de construcción         | línea totalmente subterránea                                                                                 |
| Dirección predominante       | surponiente a nororiente, por el centro de la ciudad                                                         |
| Inaugurada                   | 2 de mayo de 1896: de Vörösmarty tér a Széchenyi fürdő 30 de diciembre de 1973: Széchenyi fürdő a Mexikói út |

#### Estaciones de la línea M1
| (Vörösmarty tér – Mexikói út)       |                  |                      |                  | |
| Distancia (metros entre estaciones) | Tiempo (minutos) | Estación             | Tiempo (minutos) | Lugares de interés |
| 0                                   | 0                | Vörösmarty tér       | 11               | Sala de conciertos Vigadó, Pastelería Gerbaud, Calle Váci, Plaza Vörösmarty, Teatro de Pest |
| 279                                 | 1                | Deák Ferenc tér      | 10               | Conexión con líneas M2 y M3, Iglesia Evangélica de la Plaza Deák, Casa Anker, Hotel Kempinski, Hotel Meridien, Plaza Madách Imre, Teatro Örkény István, Teatro Merlin, Museo del Metro                            |
| 266                                 | 2                | Bajcsy-Zsilinszky út | 9                | Museo de Correos, Basílica de San Esteban |
| 341                                 | 3                | Opera                | 8                | Ópera Nacional de Hungría, Palacio Dreschler (antiguo Instituto de Ballet), Centro Comercial París, Teatro Central, Teatro Nuevo                                                                                  |
| 402                                 | 4                | Oktogon              | 7                | Opereta de Budapest, Teatro Radnóti Miklós, Teatro Thália, Moulin Rouge, Teatro Mikroszkóp, Teatro Tivoli, Teatro Kolibri, calle Nagymező, Museo Ernst, Cine Művész, Academia de Música Ferenc Liszt, Hotel Royal |
| 323                                 | 5                | Vörösmarty utca      | 6                | Teatro de Títeres de Budapest, Casa del Terror, Sede de los Ferrocarriles Húngaros, Universidad de Artes Plásticas de Budapest, Casa Memorial de Ferenc Liszt, Embajada de España, Instituto Cervantes            |
| 290,5                               | 6                | Kodály körönd        | 5                | Museo y Archivo Zoltán Kodály |
| 190                                 | 7                | Bajza utca           | 4                | Museo de Arte de Asia Oriental - Hopp Ferenc |
| 416                                 | 8                | Hősök tere           | 3                | Plaza de los Héreos, Museo de Bellas Artes de Budapest, Palacio de las Artes, Pista de Patinaje del Városliget, Városliget (Parque de la Ciudad)                                                                  |
| 515,5                               | 9                | Széchenyi fürdő      | 2                | Balneario Széchenyi, Zoo de Budapest, Gran Circo de Budapest, Városliget |
| 735                                 | 11               | Mexikói út           | 0                | |

### Línea M2
Metro 2 (oficialmente: M2) es la segunda línea del Metro de Budapest. Conecta el Déli pályaudvar occidental y la oriental Örs vezér tere. Pasajeros por día: 451.627.

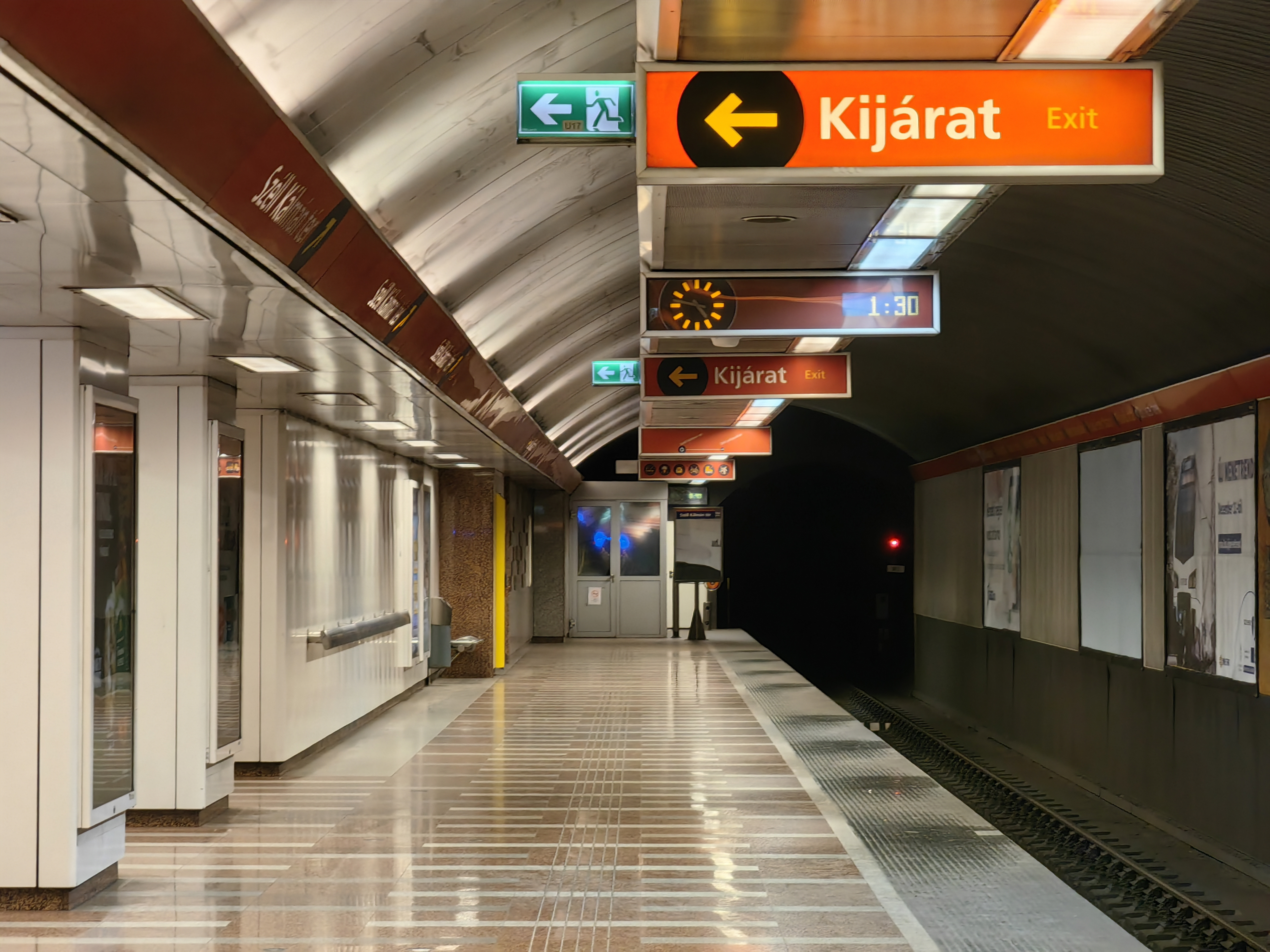
Estación Széll Kálmán tér de la línea 2.

| Color de la línea            | Rojo                                                                                              |
| Longitud de vía de pasajeros | 10.3 km                                                                                           |
| Estaciones                   | 11                                                                                                |
| Dirección predominante       | este oeste                                                                                        |
| Inaugurada                   | 2 de abril de 1970: Örs vezér tere – Deák tér 22 de diciembre de 1972: Deák tér – Déli pályaudvar |
| Renovado                     | 2003-2007                                                                                         |

### Línea M3

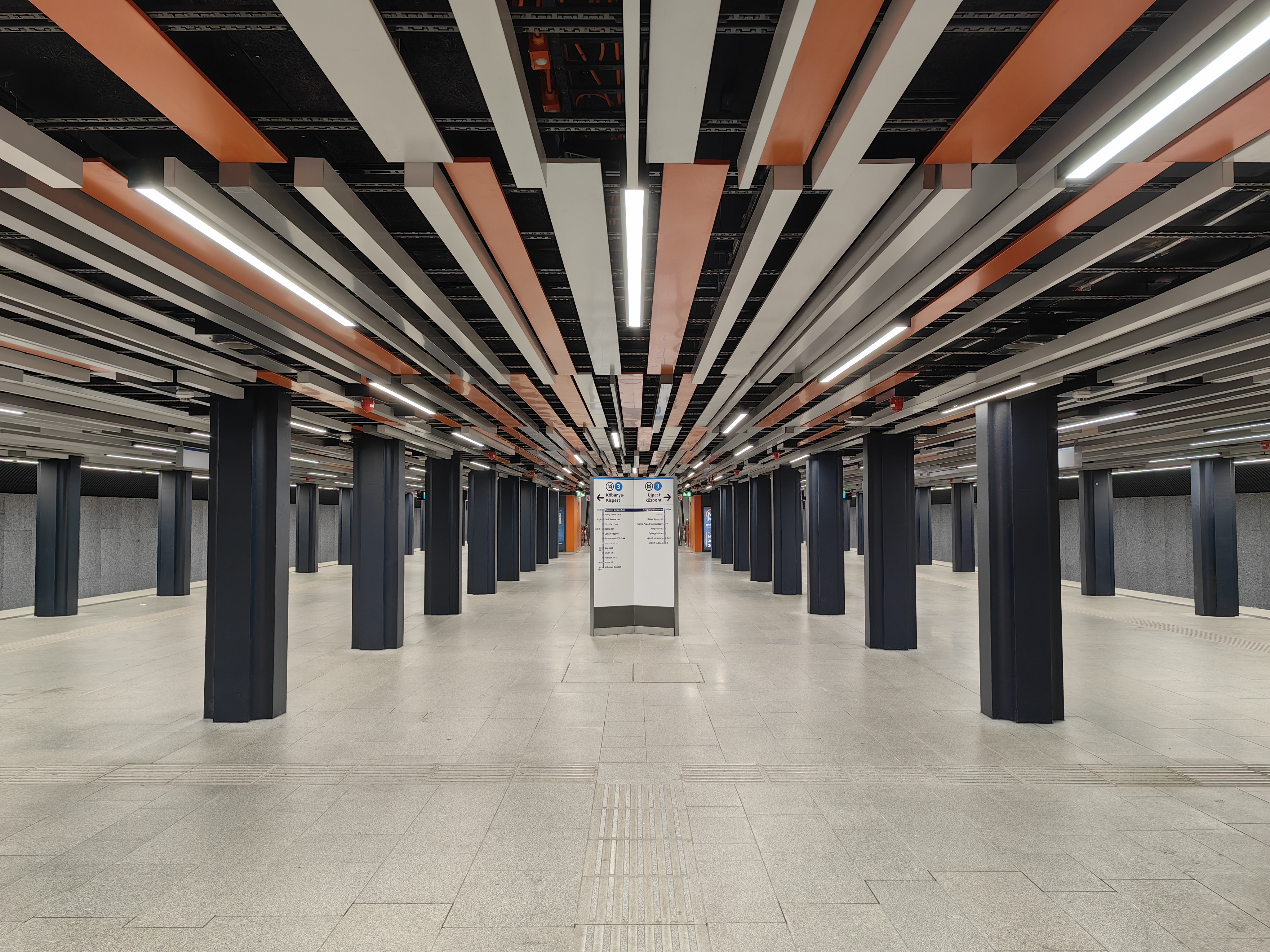
Estación Nyugati pályaudvar de la línea 3

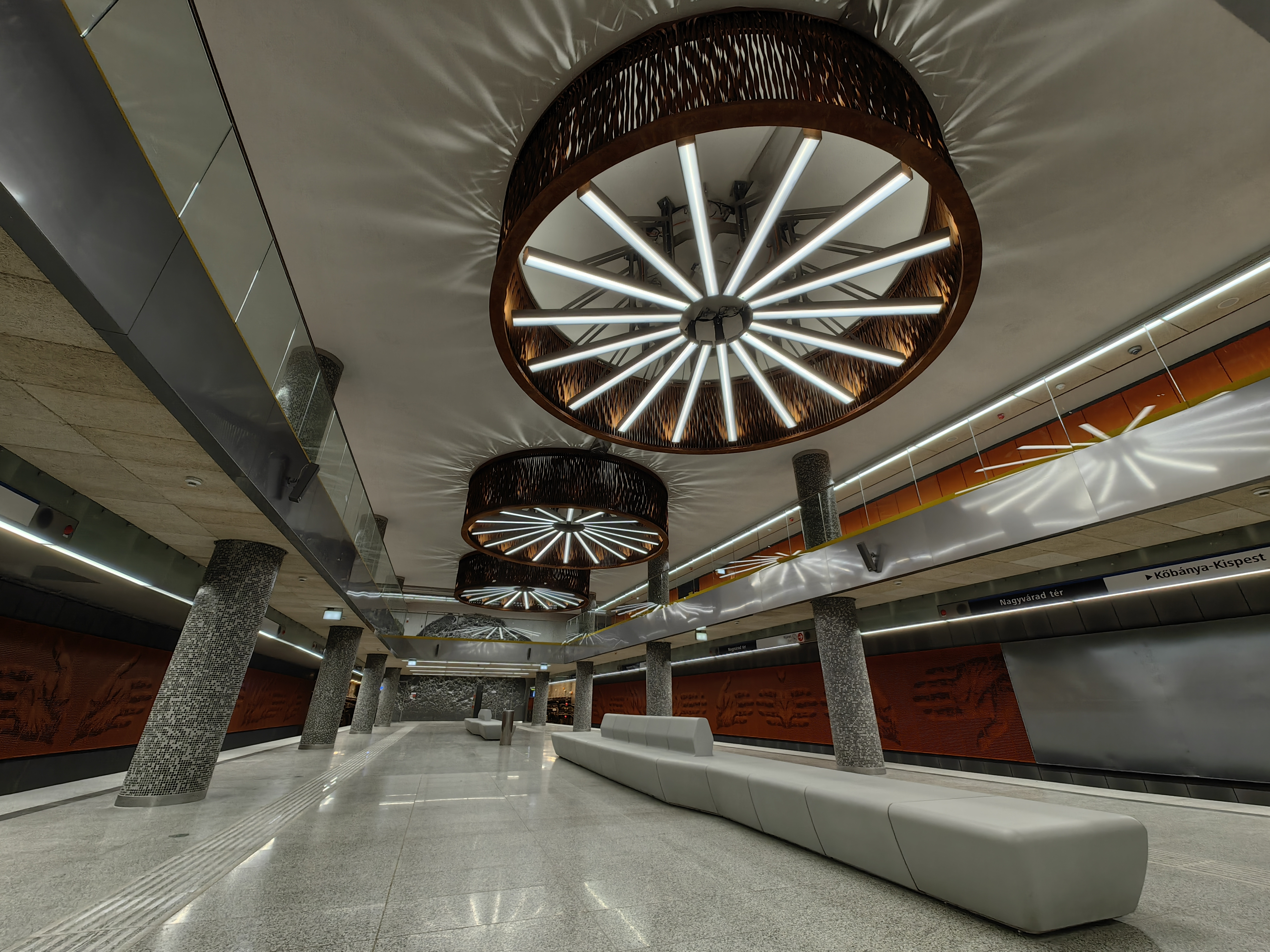
Estación Nagyvárad tér de la línea 3

Metro 3 (oficialmente: M3) es el más larga de la línea de metro de Budapest. Conecta el norte Újpest-központ, y el sur de Kőbánya-Kispest. Pasajeros por día: 626.179.
| Color de la línea            | Azul |
| Longitud de vía de pasajeros | 16.4 km |
| Longitud total de vía        | 18 km |
| Estaciones                   | 20 |
| Tipo de construcción         | línea totalmente subterránea                                                                                  |
| Dirección predominante       | norte a suroriente,                                                                                           |
| Inaugurada                   | 31 de diciembre de 1976: Deák Ferenc tér – Nagyvárad tér 20 de abril de 1980: Nagyvárad tér – Kőbánya Kispest |
| Renovado                     | 2017-2023 |

### Línea M4

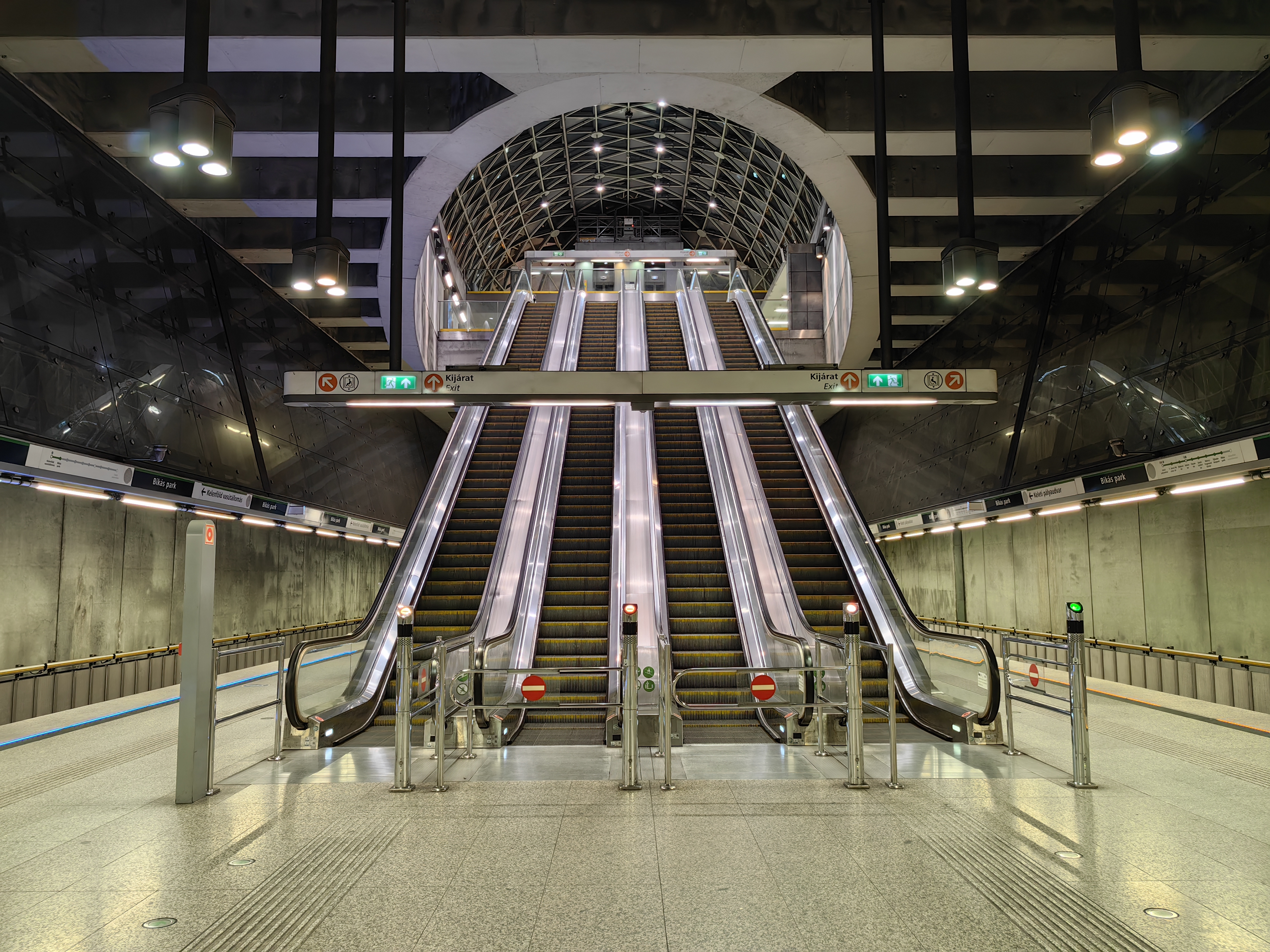
Estación de Bikás park

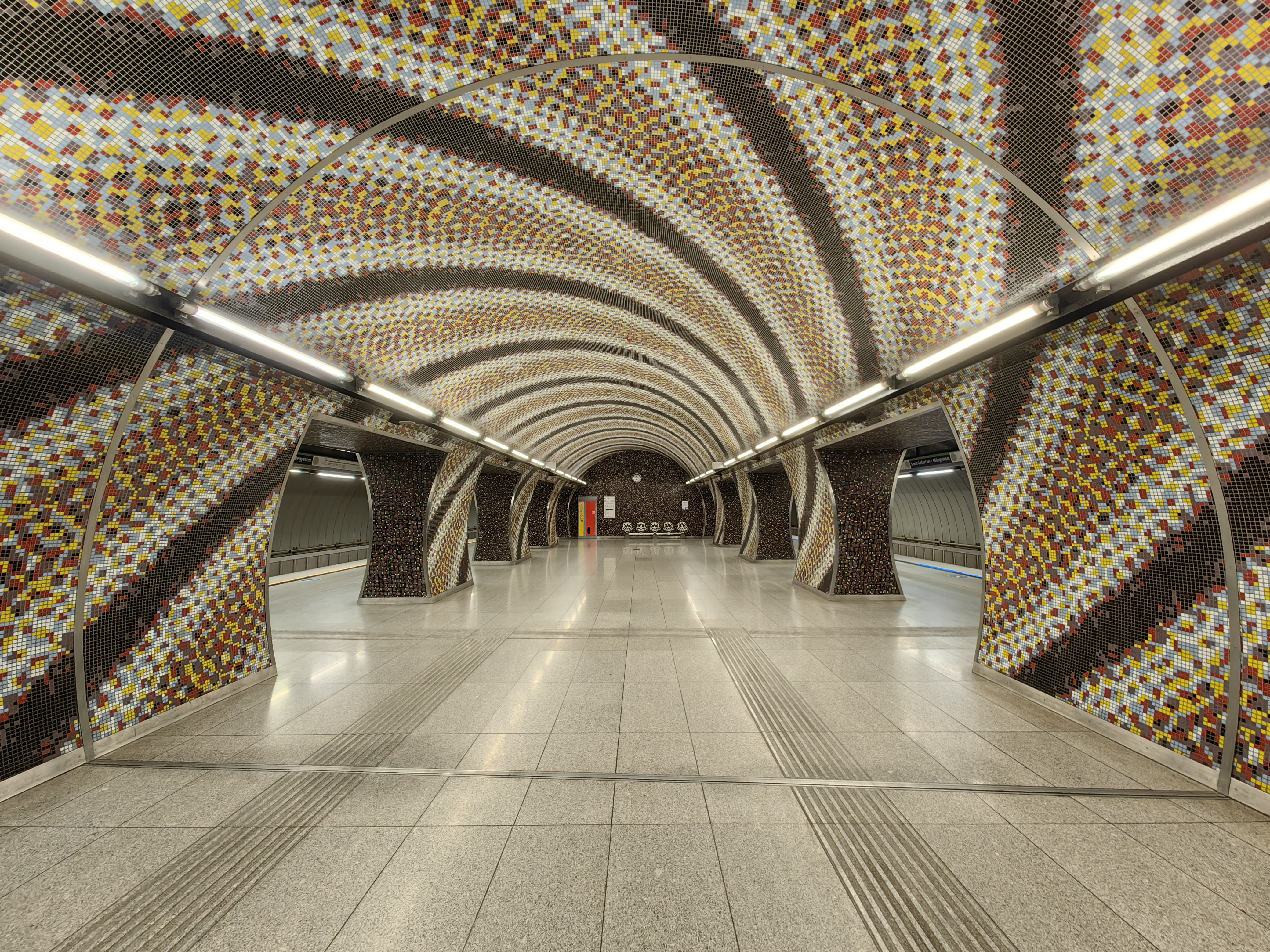
Vestíbulo central de la estación de Szent Gellért tér

Metro 4 (oficialmente: M4) es la cuarta línea de metro de Budapest. Fue inaugurada el 28 de marzo de 2014. Pasajeros por día: 421.000 (previsto)
| (Kelenföld vasútállomás – Keleti pályaudvar) |                  |                        |                  | |
| Distancia (metros entre estaciones)          | Tiempo (min:seg) | Estación               | Tiempo (min:seg) | Lugares de interés |
| 0                                            | 0:00             | Kelenföld vasútállomás | 13:45            | Estación de tren de Kelenföld, Estación de autobuses de cercanías (Volánbusz)                                                                                       |
| 987                                          | 1:42             | Bikás park             | 12:15            | Mercado, Hospital Szent Imre |
| 1488                                         | 3:52             | Újbuda-központ         | 10:07            | Centro comercial Allee, Mercado de Fehérvári út |
| 435                                          | 5:10             | Móricz Zsigmond körtér | 8:45             | Instituto Szent Margit Gimnázium, Instituto József Attila Gimnázium, Lago Feneketlen (Sin Fondo)                                                                    |
| 869                                          | 6:52             | Szent Gellért tér      | 7:05             | Universidad de Tecnología y Economía de Budapest, Balneario Gellért                                                                                                 |
| 424                                          | 8:07             | Fővám tér              | 5:55             | Universidad Corvinus de Budapest, Mercado Central de Budapest (Vásárcsarnok)                                                                                        |
| 467                                          | 9:30             | Kálvin tér             | 4:35             | Conexión con la línea 3, Biblioteca Municipal Szabó Ervin (Central), Museo Nacional Húngaro, Iglesia Reformista de la Plaza Kálvin, cine Vörösmarty, Hotel Korona   |
| 896                                          | 11:12            | Rákóczi tér            | 2:47             | Mercado de la plaza Rákóczi |
| 583                                          | 12:35            | II. János Pál pápa tér | 1:22             | Teatro Erkel |
| 593                                          | 13:45            | Keleti pályaudvar      | 0:00             | Conexión con la línea 2, Estación de tren Budapest-Keleti, Centro comercial Arena Plaza, Museo de la Policía, Hotel Park, Hotel Hungária, Mercado de la Plaza Gárai |

## Estadísticas
El conjunto de las tres líneas del metro es 31.7 kilómetros, abarcando 40 estaciones (entre ellas una para cambiar). Para la próxima línea 4, 12 nuevas estaciones serán construidas y dos estaciones más serán solicitadas para transferencia. El metro de Budapest sirve a cerca de 1.270.000 personas en un día laborable (en fecha 2004,). En 2003, había 315 millones de viajeros en el metro, que significa unas 860.000 personas por día.